# Đuôi cụt hồng lựu
Đuôi cụt hồng lựu, tên khoa học Erythropitta granatina, là một loài chim trong họ Pittidae.